# روسو (مینه‌سوتا)
روسو، مینه‌سوتا (به انگلیسی: Roseau, Minnesota) یک شهر در ایالات متحده آمریکا است که در شهرستان روسو، مینه‌سوتا واقع شده‌است.

## خصوصیات
روسو ۶٫۹۲ کیلومترمربع مساحت و ۲٬۶۳۳ نفر جمعیت دارد و ۳۱۹ متر بالاتر از سطح دریا واقع شده‌است.